# Теплов Григорій Миколайович
Григо́рій Микола́йович Тепло́в (1711 — 1779) — російський державний та культурний діяч, адьюнкт Петербурзької АН.

## Життєпис
Був вихователем молодого Кирила Розумовського і їздив з ним за кордон у 1740-х. Коли Кирило Розумовський став гетьманом, Теплов був його дорадником і наглядав за його маєтками.
Брав участь у державному перевороті 1762 року на боці Катерини II і став її статс-секретарем, а потім сенатором. Теплова вважають автором «Записки о непорядках в Малороссии» (опублікована повністю М. Василенком у «Записках Українського наукового товариства» у Києві, т. IX, 1909) з гострою критикою політичних і соціально-економічних відносин Гетьманщини, що відіграла певну роль в її ліквідації в 1764.